# Olios phipsoni
Olios phipsoni är en spindelart som först beskrevs av Pocock 1899.  Olios phipsoni ingår i släktet Olios och familjen jättekrabbspindlar. Inga underarter finns listade i Catalogue of Life.